# Championnats d'Océanie d'athlétisme
Les Championnats d'Océanie d'athlétisme sont une compétition internationale d'athlétisme organisée par l'Oceania Athletics Association qui se déroule tous les deux ans. Elle a commencé en 1990 comme un championnat continental des membres océaniens de l'IAAF. Initialement conçue comme devant se tenir tous les quatre ans, elle s'est transformée en biennale en 1996. Les championnats avaient des épreuves juniors jusqu'à leur fusion avec les Oceania Youth Championships en 2000. Désormais les épreuves seniors et jeunesse se déroulent dans une seule compétition. Les fédérations australiennes et néo-zélandaises se font représenter par des équipes plus faibles en raison de la taille des autres équipes océaniennes.
En 1990, 1996 et 1998, la compétition n’est ouverte qu’aux fédérations membres de l’IAAF, ce qui excluait notamment les territoires français en Océanie. En 2000, les Championnats deviennent Open ce qui permet à des athlètes en dehors de l’Océanie de participer. L’Australie et la Nouvelle-Zélande n’engagent que des athlètes régionaux ou espoirs. Des épreuves juniors sont disputées à partir de 1994 et jusqu’en 1998, pour être successivement retirées lorsque les Championnats fusionnent avec les Championnats jeunesse en 2000.

## Format de la compétition
Après la 10e édition en 2010, un nouveau format de compétition a été mis en place, intitulé Oceania Area Championships (championnats zonaux d'Océanie).
En 2011, les compétitions régionales (Mélanésie, Micronésie et Polynésie) sont remplacées par le nouveau Oceania Regional Championships, et réparties selon une nouvelle structure « Est - Ouest » qui divise en deux les fédérations océaniennes. En 2012, ce nouveau format a été adopté pour les Championnats d'Océanie devenus des Oceania Area Championships (ce qui double le nombre de médailles attribuées, chaque athlète d'une des deux régions obtenant le titre des championnats et les compétitions se déroulant désormais chaque année).
Cependant ce format avec deux divisions est rapidement abandonné (dès 2013) et après l’édition de 2014, le principe d’une édition tous les deux ans, les années impaires, est rétabli de même que l’invitation systématique en sus de l’équipe régionale d’Australie septentrionale (Queensland et Territoire du Nord) des équipes nationales d’Australie et de Nouvelle-Zélande qui bénéficient ainsi du ranking attribué aux compétitions continentales.

## Éditions
| N° | Édition | Ville        | Pays                   | Date                                                       | Nombre d'épreuves | Nombre d'athlètes |
| -- | ------- | ------------ | ---------------------- | ---------------------------------------------------------- | ----------------- | ----------------- |
| 1  | 1990    | Suva         | Fidji                  | 11 au 14 juillet                                           | 38                |                   |
| 2  | 1994    | Auckland     | Nouvelle-Zélande       | 23 au 26 février                                           |                   |                   |
| 3  | 1996    | Townsville   | Australie              | 28 au 30 novembre                                          |                   |                   |
| 4  | 1998    | Nuku'alofa   | Tonga                  | 27 au 28 août                                              |                   |                   |
| 5  | 2000    | Adélaïde     | Australie              | 24 au 26 août                                              |                   |                   |
| 6  | 2002    | Christchurch | Nouvelle-Zélande       | 12 au 14 décembre                                          |                   |                   |
| 7  | 2004    | Townsville   | Australie              | 16 au 18 décembre                                          |                   |                   |
| 8  | 2006    | Apia         | Samoa                  | 12 au 16 décembre                                          |                   |                   |
| 9  | 2008    | Saipan       | Îles Mariannes du Nord | 25 au 28 juin                                              |                   |                   |
| 10 | 2010    | Cairns       | Australie              | 23 au 25 septembre                                         | 81                |                   |
| 11 | 2011    | Apia         | Samoa                  |                                                            |                   |                   |
| 12 | 2012    | Cairns       | Australie              | 27 au 29 juin 2012                                         |                   |                   |
| 13 | 2013    | Papeete      | Tahiti                 |                                                            |                   |                   |
| 14 | 2014    | Rarotonga    | Îles Cook              | 24 au 26 juin 2014                                         |                   |                   |
| 15 | 2015    | Cairns       | Australie              | 8 au 10 mai 2015                                           |                   |                   |
| 16 | 2017    | Suva         | Fidji                  | 28 juin au 1er juillet 2017                                |                   |                   |
| 17 | 2019    | Townsville   | Australie              | 25 au 28 juin 2019                                         |                   | 700               |
|    | 2021    | Port-Vila    | Vanuatu                | 25 au 28 juin Annulés en raison de la pandémie de Covid-19 |                   |                   |
| 18 | 2022    | Mackay       | Australie              | 7 au 11 juin 2022                                          |                   |                   |
| 19 | 2024    | Suva         | Fidji                  | 1er au 7 juin 2024                                         |                   |                   |

## Record des championnats

### Hommes
| Épreuve            | Temps               | Athlète                                                  | Pays               | Lieu       | Date              |
| ------------------ | ------------------- | -------------------------------------------------------- | ------------------ | ---------- | ----------------- |
| Épreuves actuelles |                     |                                                          |                    |            |                   |
| 100 m              | 10 s 22             | Banuve Tabakaucoro                                       | Fidji              | Cairns     | 10 mai 2015       |
| 200 m              | 20 s 57             | Jeremy Dodson                                            | Samoa              | Cairns     | 8 mai 2015        |
| 400 m              | 46 s 12             | Steven Solomon                                           | Australie          | Townsville | 27 juin 2019      |
| 800 m              | 1 min 49 s 34       | Josh Ralph                                               | Australie          | Townsville | 27 juin 2019      |
| 1 500 m            | 3 min 44 s 41       | Matthew Ramsden                                          | Australie          | Townsville | 25 juin 2019      |
| 5 000 m            | 14 min 7 s 17       | Oli Chignell                                             | Nouvelle-Zélande   | Townsville | 25 juin 2019      |
| 10 000 m           | 29 min 19 s 99      | Harry Summers                                            | Australie          | Townsville | 28 juin 2019      |
| 110 m haies        | 13 s 77             | Nicholas Hough                                           | Australie          | Townsville | 28 juin 2019      |
| 400 m haies        | 50 s 69             | Michael Cochrane                                         | Nouvelle-Zélande   | Cairns     | 10 mai 2015       |
| 3 000 m steeple    | 8 min 41 s 15       | Ben Buckingham                                           | Australie          | Townsville | 27 juin 2019      |
| 10 000 m marche    | 41 min 57 s 57      | Rhydian Cowley                                           | Australie          | Townsville | 2 juin 2019       |
| Saut en hauteur    | 2,30 m              | Hamish Kerr                                              | Nouvelle-Zélande   | Townsville | 26 juin 2019      |
| Saut à la perche   | 5,40 m              | Angus Armstrong                                          | Australie          | Townsville | 25 juin 2019      |
| Saut en longueur   | 7,91 m              | Henry Smith                                              | Australie          | Townsville | 25 juin 2019      |
| Triple saut        | 15,88 m             | Oluyemi Sule                                             | Nigeria            | Adelaide   | 24 août 2000      |
| Triple saut        | 15,45 m (+ 1,4 m/s) | Frédéric Erin                                            | Nouvelle-Calédonie | Cairns     | 25 septembre 2010 |
| Lancer du poids    | 20,75 m             | Jacko Gill                                               | Nouvelle-Zélande   | Townsville | 26 juin 2019      |
| Lancer du disque   | 61,12 m             | Alexander Rose                                           | Samoa              | Suva       | 1er juillet 2017  |
| Lancer du javelot  | 79,10 m             | Nash Lowis                                               | Australie          | Townsville | 25 juin 2019      |
| Lancer du marteau  | 66,59 m             | Timothy Driesen                                          | Australie          | Cairns     | 23 septembre 2010 |
| Décathlon          | 8 103 points        | Ashley Moloney                                           | Australie          | Townsville | 25 juin 2019      |
| 4 x 100 m          | 39 s 36             | Jake Doran Alexander Hartmann Jack Hale Zack Holdsworth  | Australie          | Townsville | 27 juin 2019      |
| 4 × 400 m          | 3 min 6 s 90        | Kei Takase Yūzō Kanemaru Yoshihito Azuma Hiroyuki Nakano | Japon              | Saipan     | 26 juin 2008      |
| 4 × 400 m          | 3 min 8 s 67        | Alex Beck Tyler Gunn Ian Halpin Steven Solomon           | Australie          | Townsville | 28 juin 2019      |

### Femmes
| Épreuve            | Temps          | Athlète                                                                     | Pays                      | Lieu       | Date              |
| ------------------ | -------------- | --------------------------------------------------------------------------- | ------------------------- | ---------- | ----------------- |
| Épreuves actuelles |                |                                                                             |                           |            |                   |
| 100 m              | 11 s 56        | Zoe Hobbs                                                                   | Nouvelle-Zélande          | Townsville | 25 juin 2019      |
| 200 m              | 23 s 24        | Toea Wisil                                                                  | Papouasie-Nouvelle-Guinée | Suva       | 1er juillet 2017  |
| 400 m              | 52 s 76        | Bendere Oboya                                                               | Australie                 | Townsville | 27 juin 2019      |
| 800 m              | 2 min 2 s 76   | Catriona Bisset                                                             | Australie                 | Townsville | 27 juin 2019      |
| 1 500 m            | 4 min 12 s 53  | Georgia Griffith                                                            | Australie                 | Townsville | 26 juin 2019      |
| 5 000 m            | 15 min 41 s 44 | Melissa Duncan                                                              | Australie                 | Townsville | 25 juin 2019      |
| 10 000 m           | 32 min 25 s 86 | Sinead Diver                                                                | Australie                 | Townsville | 27 juin 2019      |
| 100 m haies        | 13 s 30        | Brianna Beahan                                                              | Australie                 | Townsville | 28 juin 2019      |
| 400 m haies        | 56 s 07        | Sara Klein                                                                  | Australie                 | Townsville | 27 juin 2019      |
| 3 000 m steeple    | 9 min 46 s 40  | Paige Campbell                                                              | Australie                 | Townsville | 27 juin 2019      |
| 5 000 m marche     |                |                                                                             |                           |            | 28 juin 2019      |
| 10 000 m marche    | 43 min 50 s 84 | Jemima Montag                                                               | Australie                 | Townsville | 25 juin 2019      |
| Saut en hauteur    | 1,86 m         | Josephine Reeves                                                            | Australie                 | Townsville | 28 juin 2019      |
| Saut à la perche   | 4,60 m         | Elizaveta Parnova                                                           | Australie                 | Townsville | 28 juin 2019      |
| Saut en longueur   | 6,50 m         | Rellie Kaputin                                                              | Papouasie-Nouvelle-Guinée | Townsville | 25 juin 2019      |
| Triple saut        | 13,05 m        | Rellie Kaputin                                                              | Papouasie-Nouvelle-Guinée | Suva       | 30 juin 2017      |
| Lancer du poids    | 18,04 m        | Madison-Lee Wesche                                                          | Nouvelle-Zélande          | Townsville | 25 juin 2019      |
| Lancer du disque   | 58,32 m        | Beatrice Faumuina                                                           | Nouvelle-Zélande          | Cairns     | 25 septembre 2010 |
| Lancer du javelot  | 65,61 m        | Kelsey-Lee Barber                                                           | Australie                 | Townsville | 26 juin 2019      |
| Lancer du marteau  | 71,39 m        | Julia Ratcliffe                                                             | Nouvelle-Zélande          | Townsville | 28 juin 2019      |
| Heptathlon         | 5 149 points   | Kiara Reddingius                                                            | Australie                 | Townsville | 27 juin 2019      |
| 4 x 100 m          | 44 s 39        | Anna Doi Momoko Takahashi Chisato Fukushima Yumeka Sano                     | Japon                     | Cairns     | 8 juin 2012       |
| 4 x 100 m          | 44 s 47        | Nana-Adoma Owusu-Afriyie 99 Kristie Edwards 00 Riley Day (en) Celeste Mucci | Australie                 | Townsville | 25 juin 2019      |
| 4 × 400 m          | 3 min 38 s 86  | Angeline Blackburn Caitlin Jones Ellie Beer Morgan Mitchell                 | Australie                 | Townsville | 28 juin 2019      |

### Mixte
| Épreuve            | Temps         | Athlète                                                                | Pays      | Lieu       | Date         |
| ------------------ | ------------- | ---------------------------------------------------------------------- | --------- | ---------- | ------------ |
| Épreuves actuelles |               |                                                                        |           |            |              |
| 4 × 400 m          | 3 min 23 s 56 | Australie « A » Rebecca Bennett (en) Ellie Beer Tom Willems Ian Halpin | Australie | Townsville | 26 juin 2019 |